# Roliça
Roliça é uma povoação portuguesa sede da Freguesia Roliça do Município do Bombarral, freguesia com 22,63 km² de área e 2545 habitantes (censo de 2021), tendo, por isso, uma densidade populacional de 112,5 hab./km²
Além da sede, a freguesia tem as seguintes localidades: Baraçais, Azambujeira dos Carros, Columbeira, São Mamede, Boavista, e Delgada.
As principais vias de comunicação existentes são a Estrada Nacional 8 e a Autoestrada 8, e a Linha do Oeste, com dois apeadeiros: São Mamede (anteriormente estação) e Paúl (na Delgada).
A agricultura representa a sua principal atividade económica, com destaque para a fruticultura, principalmente a produção de pera-rocha.

## História
Tornou-se freguesia em 1495, à data pertencia ao concelho de Óbidos. É a mais antiga freguesia do concelho (atual município) do Bombarral. Com lugares desta freguesia foi criada, pela Lei n.º 39/84,  de 31 de Dezembro, a Freguesia de Pó.
Aqui se travou a Batalha da Roliça em 17 de agosto de 1808, entre as tropas francesas e as forças anglo-lusas.

## Demografia
A população registada nos censos foi:
| Distribuição da População por Grupos Etários | Distribuição da População por Grupos Etários | Distribuição da População por Grupos Etários | Distribuição da População por Grupos Etários | Distribuição da População por Grupos Etários |
| -------------------------------------------- | -------------------------------------------- | -------------------------------------------- | -------------------------------------------- | -------------------------------------------- |
| Ano                                          | 0-14 Anos                                    | 15-24 Anos                                   | 25-64 Anos                                   | > 65 Anos                                    |
| 2001                                         | 370                                          | 355                                          | 1366                                         | 653                                          |
| 2011                                         | 348                                          | 277                                          | 1498                                         | 685                                          |
| 2021                                         | 291                                          | 220                                          | 1277                                         | 757                                          |

## Património
- Solar dos Melo e Castro
- Capela de São Lourenço (Roliça)
- Capela do Espírito Santo (Roliça)
- Túmulo do Coronel Lake[5]